# Liste der Kulturdenkmale in Lübeck-Schlutup
- Karte mit allen Koordinaten:
- OSM |
- WikiMap

Die Liste der Kulturdenkmale in Lübeck-Schlutup beschreibt Kulturdenkmale im Stadtteil Lübeck-Schlutup der Hansestadt Lübeck (Stand: 7. November 2024).
Die Liste ist nach Straßen sortiert.
Die Bodendenkmale sind in der Liste der Bodendenkmale in Lübeck aufgeführt.

## Legende und Hinweise
In den Spalten befinden sich folgende Informationen:
- Objekt-ID: die Nummer des Kulturdenkmales
- Lage: die Adresse des Kulturdenkmales und die geographischen Koordinaten. Kartenansicht, um Koordinaten zu setzen. In der Kartenansicht sind Kulturdenkmale ohne Koordinaten mit einem roten Marker dargestellt und können in der Karte gesetzt werden. Kulturdenkmale ohne Bild sind mit einem blauen Marker gekennzeichnet, Kulturdenkmale mit Bild mit einem grünen Marker.
- Offizielle Bezeichnung: Bezeichnung des Kulturdenkmales
- Beschreibung: die Beschreibung des Kulturdenkmales
- Bild: ein Bild des Kulturdenkmales

In der Liste sind folgende Arten von Kulturdenkmalen erfasst: Bauliche Anlagen, Sachgesamtheiten, Mehrheit von baulichen Anlagen, Gründenkmale sowie Teile von baulicher Anlage. Bauliche Anlagen sind nicht entsprechend gekennzeichnet. Sachgesamtheiten und Mehrheiten von baulichen Anlagen sind einzeln erfasst sein mit der Angaben aus welchen Teilen sie bestehen. Zusätzlich können Teil davon als Bauliche Anlage erfasst sein, diese sind ebenfalls als "Teil von" gekennzeichnet.

## Alt-Lauerhof
| Objekt-ID | Lage                                         | Offizielle Bezeichnung | Beschreibung | Bild |
| --------- | -------------------------------------------- | ---------------------- | --- | ---- |
| 1417      | Alt-Lauerhof 1 (53° 53′ 11″ N, 10° 46′ 4″ O) | Försterei              | Schutzumfang: Auf das gesamte Gebäude - Giebelständiges ein geschossiges Backsteingebäude mit hohem Drempelgeschoss, bestehend aus Wohnteil und seitlich anschließendem Wirtschaftsteil - Schutzgrund: geschichtlich, wissenschaftlich | BW   |

## Am Dovensee
| Objekt-ID | Lage                                         | Offizielle Bezeichnung                            | Beschreibung | Bild                                    |
| --------- | -------------------------------------------- | ------------------------------------------------- | --- | --------------------------------------- |
| 4101      | Am Dovensee 7 ()                             | Bahnhof der Lübeck-Büchener-Eisenbahngesellschaft | Sachgesamtheit bestehend aus Am Dovensee 7 Aborthäuschen, Am Dovensee 7 Bahnhofsgebäude mit angrenzenden Lagerschuppen, Am Dovensee 7 Trafohäuschen | Direkt Bild zu diesem Denkmal hochladen |
| 1418      | Am Dovensee 6 (53° 53′ 13″ N, 10° 47′ 46″ O) | Gasthaus                                          | Schutzumfang: Auf das gesamte Gebäude mit großem Gartengrundstück - 1906 als Gasthaus in der Nähe des 1902/3 erbauten Schlutuper Bahnhofs errichtetes ziegelsichtiges Gebäude auf längsrechteckiger Grundfläche mit umgebendem Gartengrundstück - Schutzgrund: geschichtlich, wissenschaftlich, städtebaulich | BW                                      |
| 1419      | Am Dovensee 7 (53° 53′ 9″ N, 10° 47′ 41″ O)  | Bahnhof der Lübeck-Büchener-Eisenbahngesellschaft | Schutzumfang: Auf den gesamten Bahnhof mit Umgebung - bestehend aus Haupthalle, Lagerhalle, durch Zwischenbau angeschlossene Nebenhäuser, östlich in Gartengel., Stall- und Werkstattgebäude, Kopfsteinpflasterstraße, Gleisanlage in der Erstreckung von jeweils 50 m rechts und links des Bahnhofsbaus Bahnhof der Lübeck-Büchener-Eisenbahngesellschaft von 1902/3, bestehend aus giebelständigen Ziegelbauten mit angebauten traufständigen 1-geschossigen Nebenbauten und separatem Stallgebäude zwischen einer Kopfsteinpflasterstraße und den Gleisanlagen - Schutzgrund: geschichtlich, wissenschaftlich, künstlerisch, technisch, städtebaulich - Teil der Sachgesamtheit - Bahnhof der Lübeck-Büchener-Eisenbahngesellschaft | BW                                      |

## Am Schlutuper Markt
| Objekt-ID | Lage                                                | Offizielle Bezeichnung | Beschreibung | Bild            |
| --------- | --------------------------------------------------- | ---------------------- | --- | --------------- |
| 1420      | Am Schlutuper Markt 1 (53° 53′ 14″ N, 10° 48′ 1″ O) | Weißer Schwan          | Schutzumfang: Auf das Äußere des Gebäudes und erhaltenswerte Teile im Inneren - Ehem. seit dem 17. Jhd. nachweisbares Krughaus „Weißer Schwan“, bestehend aus einem eingeschossigen älteren Langbau mit hohem Satteldach - Schutzgrund: geschichtlich, wissenschaftlich, städtebaulich | Fotos hochladen |

## Beim Meilenstein
| Objekt-ID | Lage                                              | Offizielle Bezeichnung | Beschreibung | Bild |
| --------- | ------------------------------------------------- | ---------------------- | --- | ---- |
| 1422      | Beim Meilenstein 2 (53° 53′ 19″ N, 10° 47′ 30″ O) | Willy-Brandt-Schule    | Schutzumfang: Auf das gesamte Schulgebäude von 1912 ohne Erweiterungsbau von 1951–52 und ohne Erweiterungsbauten der 1970er Jahre unterhalb des Schulhofs (3 Pavillons, Schulbau) - Langgestrecktes Schulgebäude, erbaut 1912; ältester Teil eines in 2 Erweiterungsphasen (1951–52 und 1970er Jahren) entstandenen Gebäudekomplexes - Schutzgrund: geschichtlich, wissenschaftlich, städtebaulich | BW   |

## Bögengang
| Objekt-ID | Lage                                      | Offizielle Bezeichnung | Beschreibung | Bild |
| --------- | ----------------------------------------- | ---------------------- | --- | ---- |
| 1423      | Bögengang 3 (53° 53′ 19″ N, 10° 48′ 2″ O) | Fachwerkhaus           | Schutzumfang: Auf das gesamte Gebäude - eingeschossiges Fachwerkhaus mit verbretterten Giebeln, erbaut wohl 18. Jhd. - Schutzgrund: geschichtlich, städtebaulich | BW   |

## Hintern Höfen
| Objekt-ID | Lage                                            | Offizielle Bezeichnung | Beschreibung | Bild |
| --------- | ----------------------------------------------- | ---------------------- | --- | ---- |
| 1425      | Hintern Höfen 14 (53° 53′ 20″ N, 10° 47′ 54″ O) | Fischerhaus            | Schutzumfang: Auf das gesamte Gebäude - Typ des Schlutuper Fischerhauses, erbaut 1754 - Schutzgrund: geschichtlich, städtebaulich | BW   |
| 1306      | Hintern Höfen 22 (53° 53′ 23″ N, 10° 47′ 56″ O) | Fischerhaus            | Schutzumfang: Auf das Äußere des Gebäudes - Ehem. eingeschossiges traufenständiges Fischerhaus in Fachwerk, erbaut 1833/34 (d); Feldsteinfundament und historische Holzfenster zum Hof erhalten - Schutzgrund: geschichtlich, wissenschaftlich, städtebaulich | BW   |

## Küterstraße
| Objekt-ID | Lage                                        | Offizielle Bezeichnung | Beschreibung | Bild |
| --------- | ------------------------------------------- | ---------------------- | --- | ---- |
| 1426      | Küterstraße 2 (53° 53′ 15″ N, 10° 48′ 1″ O) | Fischerhaus            | Schutzumfang: Auf das Äußere des Gebäudes - Ehem. Fischerhaus aus der Zeit um 1800 - Schutzgrund: geschichtlich, städtebaulich | BW   |
| 1427      | Küterstraße 4 (53° 53′ 15″ N, 10° 48′ 1″ O) | Fischerhaus            | Schutzumfang: Auf das Äußere des Gebäudes - Fischerhaus aus der Zeit um 1800 - Schutzgrund: geschichtlich, städtebaulich       | BW   |

## Mecklenburger Straße
| Objekt-ID | Lage                                                    | Offizielle Bezeichnung | Beschreibung | Bild                             |
| --------- | ------------------------------------------------------- | ---------------------- | --- | -------------------------------- |
| 2640      | Mecklenburger Straße 12 (53° 53′ 4″ N, 10° 48′ 19″ O)   | Grenzübergangsstelle   | Schutzumfang: Gesamtes Gebäude mit vorgelagertem Grünstreifen ohne die Artefakte - Grenzübergangsstelle an der bis 1989 bestehenden Zonengrenze zwischen Deutscher Demokratischer Republik (DDR) und Bundesrepublik Deutschland (BRD) auf BRD-Seite - Schutzgrund: geschichtlich                                                                           | weitere Fotos \| Fotos hochladen |
| 1428      | Mecklenburger Straße 38 (53° 53′ 13″ N, 10° 48′ 3″ O)   | Wohnhaus               | Schutzumfang: Auf das gesamte Gebäude - Wohnhaus zu der seit 1345 nachweisbaren städtischen Mühle - Schutzgrund: geschichtlich, wissenschaftlich, städtebaulich | BW                               |
| 1316      | Mecklenburger Straße 136 (53° 53′ 17″ N, 10° 47′ 25″ O) | Villa                  | Schutzumfang: Auf das gesamte Gebäude von 1914 auf großem Grundstück mit bauzeitlichem Gartenpavillon - 1914 vom Architekten Rudolph Claus Friedrich Wilcken für den Fischfabrikbesitzer Gustav Herbst errichtete kleine, eineinhalbgeschossige freistehende zur Straße giebelständige Villa - Schutzgrund: geschichtlich, wissenschaftlich, städtebaulich | BW                               |

## Schlutuper Kirchstraße
| Objekt-ID     | Lage                                                     | Offizielle Bezeichnung           | Beschreibung | Bild                             |
| ------------- | -------------------------------------------------------- | -------------------------------- | --- | -------------------------------- |
| 1738          | Schlutuper Kirchstraße 4 (53° 53′ 19″ N, 10° 47′ 58″ O)  | Ehem. Fabrikantenwohnhaus        | Ehem. Fabrikantenwohnhaus an der Ecke Bögengang, freistehend errichtet 1907. - Begründung: geschichtlich, künstlerisch, städtebaulich - Schutzumfang: Auf das gesamte Gebäude mit Einfriedung. | BW                               |
| 1429          | Schlutuper Kirchstraße 8 (53° 53′ 20″ N, 10° 47′ 59″ O)  | Wohnhaus                         | Schutzumfang: Auf den gesamten Gebäudekomplex, bestehend aus Wohnhaus und angebautem Räuchergebäude - Gebäudekomplex, bestehend aus eingeschossigem Wohnhaus mit Krüppelwalmdach und rückwärtig angebautem, zweigeschossigen Industriegebäude auf Eckgrundstück - Schutzgrund: geschichtlich, wissenschaftlich, künstlerisch, städtebaulich | BW                               |
| 1430          | Schlutuper Kirchstraße 10 (53° 53′ 21″ N, 10° 48′ 0″ O)  | Integrierte Gesamtschule         | Schutzumfang: Auf den gesamten Schulgebäudekomplex bestehend aus mehreren Gebäuden an/auf einem Schulhof - Schulgebäudekomplex, bestehend aus 3 Gebäuden unterschiedlicher Bauphasen; ältestes Gebäude vermutlich aus dem 18. Jhd. - Schutzgrund: geschichtlich, wissenschaftlich, städtebaulich                                            | BW                               |
| 1431          | Schlutuper Kirchstraße 14 (53° 53′ 23″ N, 10° 48′ 1″ O)  | Fischerhaus                      | Schutzumfang: Auf das Äußere des Gebäudes Fischerhaus in Fachwerk - Schutzgrund: geschichtlich, städtebaulich | BW                               |
| 1421 Wikidata | Schlutuper Kirchstraße 17 (53° 53′ 24″ N, 10° 47′ 59″ O) | St.-Andreas-Kirche (evangelisch) | Schutzumfang: Auf das Äußere und Innere des Kirchengebäudes und seiner Ausstattung - St.-Andreas-Kirche, 1436 als Filialkirche von St.-Jakobi-Kirche gestiftet, Ende der 1530er Jahre (Dachwerk 1537/38 [d]) neu errichtet - Schutzgrund: geschichtlich, wissenschaftlich, städtebaulich                                                    | weitere Fotos \| Fotos hochladen |

## Zwirngang
| Objekt-ID | Lage                                       | Offizielle Bezeichnung | Beschreibung | Bild |
| --------- | ------------------------------------------ | ---------------------- | --- | ---- |
| 1262      | Zwirngang 1 (53° 53′ 19″ N, 10° 47′ 57″ O) | Fischerhaus            | Schutzumfang: Auf das gesamte Fischerhaus mit Vorplatz und Hoffläche - eingeschossiges ehem. Fischerhaus mit Krüppelwalmdach, heute Ziegeldeckung (ehem. Reetdeckung) - Schutzgrund: geschichtlich, wissenschaftlich, städtebaulich | BW   |
| 1432      | Zwirngang 6 (53° 53′ 21″ N, 10° 47′ 56″ O) | Fischerhaus            | Schutzumfang: Auf das gesamte Gebäude - Fischerhaus in Fachwerk aus der Zeit um 1840 - Schutzgrund: geschichtlich, städtebaulich | BW   |

## Ehemalige Kulturdenkmale
| Objekt-ID | Lage                                           | Offizielle Bezeichnung                   | Beschreibung | Bild |
| --------- | ---------------------------------------------- | ---------------------------------------- | --- | ---- |
| 1424      | Fabrikstraße 13 (53° 53′ 33″ N, 10° 47′ 48″ O) | Werkstattgebäude mit seitlichem Pavillon | Schutzumfang: Auf das gesamte Werkstattgebäude und auf den gesamten Wohnpavillon auf umgebender Freifläche - Beide Gebäude errichtet 1977 nach den Plänen des Architekten Kuno Dannien (Bauleitung Uli Fendrich) für das Diakonische Werk Lübeck e.V. „Wichern-Werkstätten“ - Schutzgrund: geschichtlich, wissenschaftlich, städtebaulich | BW   |
|           | Neuer Friedhof (53° 53′ 10″ N, 10° 47′ 23″ O)  | Kapelle auf dem Neuen Friedhof           | Totenbahren von 1695 und 1785 | BW   |